# مليكة مستظرف
مليكة مستظرف (مواليد الدار البيضاء في 20 يونيو 1969 - توفيت يوم 9 سبتمبر 2006)، كاتبة وروائية مغربية.

## كتاباتها
مليكة مستظرف قصاصة مبدعة تركت بصمة واضحة في الأدب المغربي، رغم وفاتها المبكرة عن عمر يناهز 37 عامًا. أسلوبها السردي، تميز بالواقعية العميقة، حيث صورت معاناة الهامش والمهمشين في المجتمع، إذ تناولت قضايا الفقر والظلم الاجتماعي والنفسي عبر شخصيات مأساوية، غير بعيدة عن تجربتها الشخصية المريرة مع الألم والمعاناة،, استخدمت اللغة ببساطة وجمالية مؤثرة لتصور الواقع القاسي. مستظرف قدمت أدبًا احتجاجيًا، يرفض القيود المجتمعية ويسعى إلى التحرر من كل أشكال الإقصاء.

## من أعمالها
- جراح الروح والجسد إصدار منشورات الربيع 2020[3] .كتبتها مليكة مستظرف بضمير المتكلم، وتناولت فيها مواضيع جريئة مثل العنف الجنسي[4]،  قال عنها قال عنها الناقد عدنان حسين أحمد: "تُعتبر رواية «جراح الروح والجسد» للكاتبة المغربية مليكة مستظرف عملاً استثنائيًا لأسباب متعددة من بينها الجرأة في كشف المستور، وتعرية المسكوت عنه، وفضح الموضوعات المحجوبة وانتهاكها من دون لفّ أو دوران"[5]
- ترانت سيس مجموعة قصصية، عنوانها رقم 36 بالفرنسية، ويعني الجنون لدى عامة الناس في المغرب. إصدار منشورات الربيع 2020[6]

## وفاتها
توفيت يوم 8 سبتمبر 2006 بعد معاناة طويلة مع مرض الفشل الكلوي الذي رافَقَها منذ عام 1986.

## وصلات خارجية
- مليكة مستظرف مغربية جعلها كرسيها المتحرك قاصة
- حوار مع مليكة مستظرف.